# Арка на Адмиралтейството
Арката на Адмиралтейството (на английски: Admiralty Arch), или Адмиралтейска арка, е голяма офисна сграда в Лондон, която има в конструкцията си арка, осигуряваща автомобилен и пешеходен достъп между булевард „Мол“ и площад „Трафалгар“.
Свързана е чрез мост със сградата на Старото адмиралтейство (откъдето идва и нейното име). Тя е част от церемониалния път от пл. „Трафалгар“ до кралския Бъкингамски дворец.
Сградата е поръчана от Едуард VII в памет на неговата майка кралица Виктория, но той не доживява да я види построена. Проектирана е от сър Астън Уеб, построена е от Джон Моулъм и е завършена през 1912 година.
В сградата са се помещавали правителствени служби. От 2012 година правителството я отдава под наем за период от 125 години на инвеститор, който цели превръщането ѝ в луксозен хотел.